# Amyna concolorata
Amyna concolorata là một loài bướm đêm trong họ Noctuidae.